# Uki
Uki (jap. 宇城市 Uki-shi) ist eine japanische kreisfreie Stadt in der Präfektur Kumamoto auf der Insel Kyūshū.

## Geographie
Uki liegt südlich von Kumamoto und nördlich von Yatsushiro. Der Westteil der Gemeinde erstreckt sie sich über den Zipfel und den Süden der Uto-Halbinsel (宇土半島, Uto-hantō), an der nördlich die Ariake- und südlich die Yatsushiro-See liegt. Des Weiteren befindet sich in dieser die zu Uki gehörende Tobase-Insel (戸馳島, Tobase-jima).

## Geschichte
Die Stadt Uki entstand am 15. Januar 2005 aus dem Zusammenschluss der Gemeinden Misumi (三角町, -machi) und Shiranuhi (不知火町, -machi) im Landkreis Uto, sowie Matsubase (松橋町, -machi), Ogawa (小川町, -machi) und Toyono (豊野町, -machi) im Landkreis Shimomashiki. Der Landkreis Uto wurde daraufhin aufgelöst.

## Verkehr
- Straße:
  - Nationalstraße 3: nach Kitakyūshū und Kagoshima
  - Nationalstraßen 57, 218, 266
- Zug:
  - JR Kagoshima-Hauptlinie: nach Kitakyūshū und Kagoshima
  - JR Misumi-Linie

## Weblinks

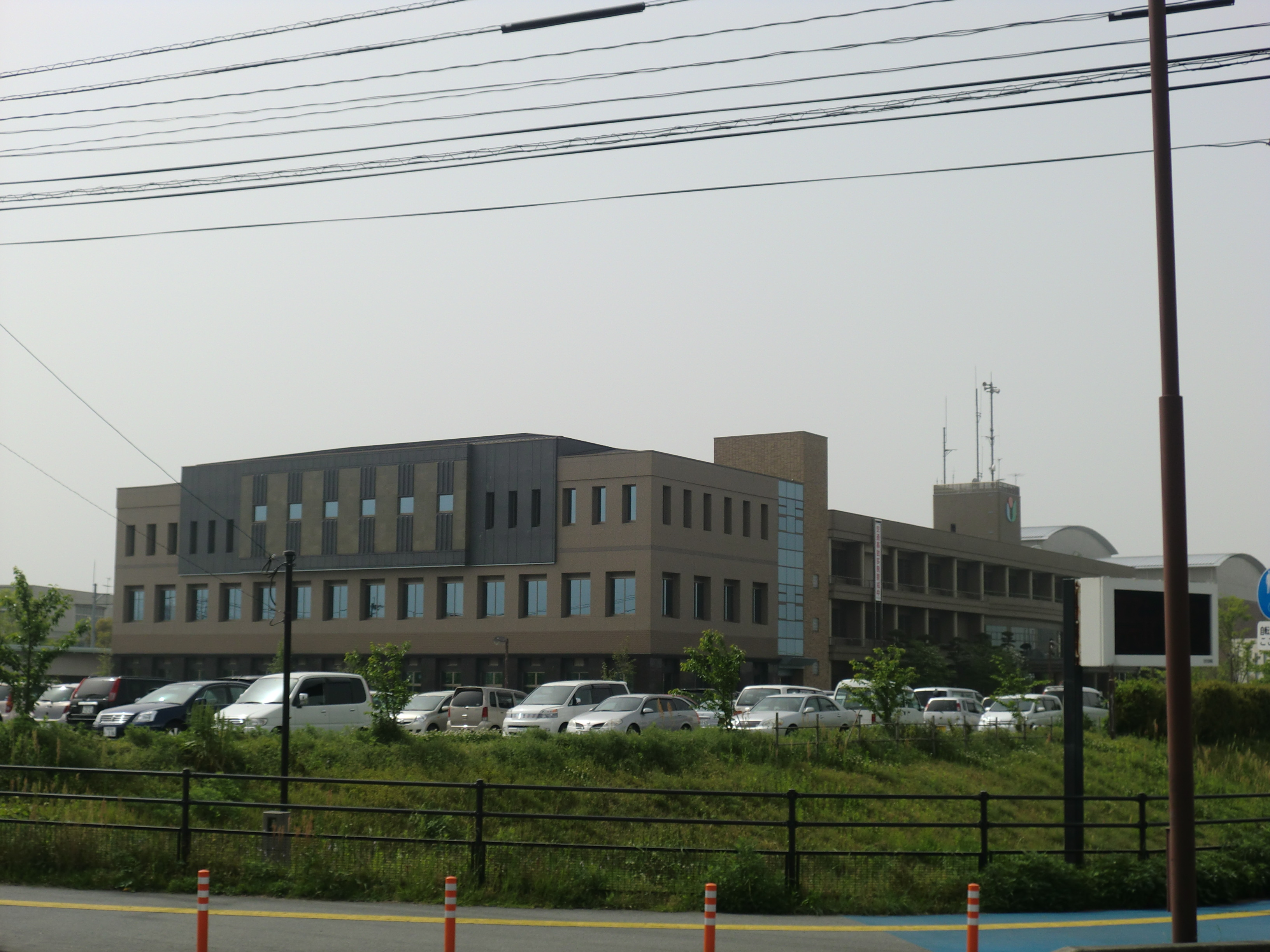
Rathaus von Uki

## Söhne und Töchter der Stadt
- Hayato Fukushima (* 2000), Fußballspieler
- Hiromitsu Isogai (* 1969), Fußballspieler
- Kōhei Kurata (* 1990), Fußballspieler
- Seiichirō Maki (* 1980), Fußballspieler
- Haruki Uemura (* 1951), Judoka
- Shūsuke Yonehara (* 1998), Fußballspieler

## Angrenzende Städte und Gemeinden
- Uto
- Yatsushiro
- Kamiamakusa